# Ambassis marianus
Ambassis marianus är en fiskart som beskrevs av Günther, 1880. Ambassis marianus ingår i släktet Ambassis och familjen Ambassidae. IUCN kategoriserar arten globalt som livskraftig. Inga underarter finns listade i Catalogue of Life.